# سیارک ۶۱۶۴

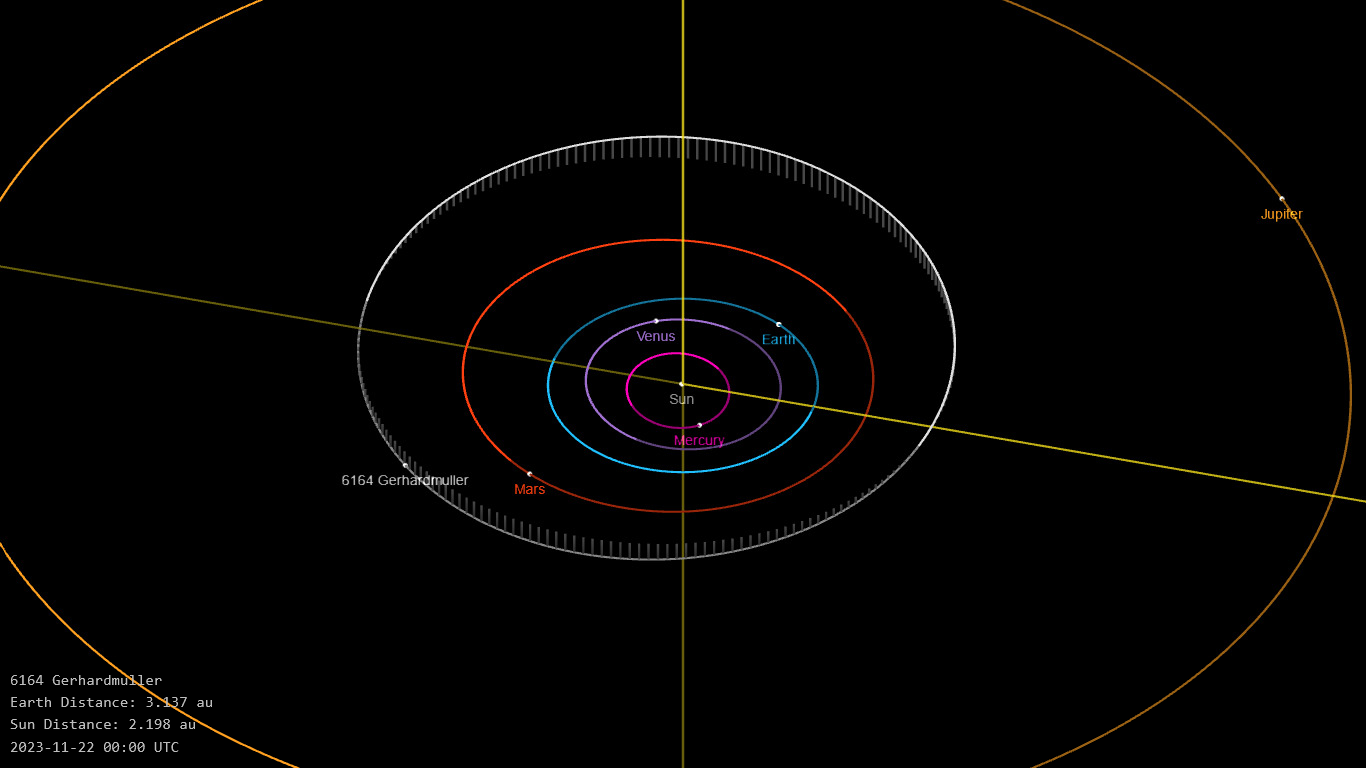
نمایی از محل قرارگیری سیارک ۶۱۶۴ در مدار – ۲۰۲۳

سیارک ۶۱۶۴ (به انگلیسی: 6164 Gerhardmuller، نامگذاری: 1977RF2) شش هزار و صد و شصت و چهارمین سیارک کشف شده‌است که در ۹ سپتامبر ۱۹۷۷ کشف شد.
قدر مطلق سیارک برابر ۱۴٫۰۰ است.